# История экономики Азербайджана
История экономики Азербайджана — исторический обзор развития экономики Азербайджана в период нахождения современной территории Азербайджана в составе Российской Империи, Азербайджанской Демократической Республики до современной экономики Азербайджанской Республики.

## В составе Российской Империи

### Вторая половина XIX века
В 1860—70-е годы на территории современного Азербайджана одновременно с нефтяной начинает развиваться медеплавильная промышленность. Медь, добываемая с месторождения в Кедабеке, очищалась на медеплавильном заводе Братьев Сименс. Данный завод являлся одним из крупнейших медеплавильных предприятий на территории Российской Империи.
Развивалось производство шёлка, в том числе на фабриках с применением паровых двигателей, добыча соли, производство зерна, рыбный промысел, хлопководство, текстильное производство, производство полиграфической продукции.
Со второй половины 19 века начинается эксплуатация нефтяных месторождений. На 1872 год насчитывается 13 нефтеносных участков. В 1879 году было основано Товарищество нефтяного производства братьев Нобель.
На территории г. Баку действовало 2 крупных машиностроительных завода: Машиностроительный завод Бакинского машиностроительного, нефтепромышленного и торгового общества, а также Каспийский машиностроительный и котельный завод. В связи с развитием нефтяной промышленности, и судоходства на Каспийском море, в Баку существовало множество мелких и средних мастерских, производивших продукцию для буровых работ, и осуществлявших судоремонтные работы.
Территория современного Азербайджана была населена в основном сельскими жителями. В 1897 году из 1 876 700 чел. общего населения сельское население составляло 1 502 000 чел. На 1913 год из 2 339 000 общего населения сельское население составляло 1 783 000 чел.
В 1880 году введена в строй первая магистральная железная дорога в Бакинской губернии: Баку — Сабунчи — Сураханы. В 1883 году введена в эксплуатацию железная дорога Баку — Тифлис.
Действовали АО «Электрическая сила», железопрокатный и сталелитейный завод «Стуфер», канатные фабрики «Форбес», Алибекова, Каспийский машиностроительный завод, гвоздильный завод Блюштейна, кирпичные заводы «Атлас», Кашеварова, Бакинское торговое товарищество «Фотонафт», хлопчатобумажная фабрика (Зых).
В области горнорудной промышленности на территории Гянджинского уезда действовал Чирагидзорский рудник серного колчедана.

### Начало XX века
Валовый объём Бакинской губернии в 1913 году составлял 482 млн руб. Из них 97,6 % составляла нефтяная промышленность. Нефтяная отрасль являлась главной отраслью промышленности начала 20 века.
Производился и экспортировался керосин, нефтепродукты.
Развивалась горнорудная промышленность. В Кедабекском районе фирмой Сименс производилась разработка медных промыслов. В Дашкесане добывался кобальт.
Осуществлялось производство шёлка-сырца. Действовало более 100 хлопкоочистительных предприятий. Ежегодное производство хлопка составляло от 1,5 до 2 млн. пудов.
Действовало 5 хлопчатобумажных фабрик.

### Судоходство
Начало добычи нефти во второй половине 19 века способствовало развитию судоходства. С целью транспортировки нефти и нефтяных продуктов появились новые суда. В 1873 году на Каспии появилась баржа транспортировки нефти «Александр». Затем на Каспии осуществляли деятельность первый в мире танкер «Зороастр», первое судно с двигателем внутреннего сгорания «Вандал» (с 1903 года), первый танкер с двумя реверсивными двигателями «Дело» (1908 года постройки). 21 мая 1858 года было создано АО «Кавказ и Меркурий». Увеличивается число портов на Каспии. В 1866 году общество «Кавказ и Меркурий» начинает постройку судоремонтного завода. В 1881 году открываются Морские курсы.

### Химическая промышленность
В южной части озера Бёюк-Шор действовал йодный завод товарищества на вере «А. А. Гадомский и К».

### Занятость
К 1917 году численность рабочих составляла: в Баку — 100 000 чел., в регионах — 12-15 000 чел. 76 % населения занималось сельским хозяйством.

## Период АДР
Правительство Азербайджанской Демократической Республики проделало большую работу с 1918 по 1920 год, чтобы восстановить экономику государства, которая претерпела упадок после свержения царизма.
В 1919 году Государственный бюджет Азербайджана составил 665 миллионов манат. Большая его часть пополнилась благодаря продаже нефти и взиманию налога на прибыль, что составило 30 %. Другими источниками пополнения бюджетных поступлений были акцизы на продажу вина, табака и нефти.
Таможенные службы, созданные в те годы, способствовали поступлению 100 млн манат в казну. 15 миллионов манат поступили за счет пошлин, взимаемых за свободную торговлю, грузовые и пассажирские перевозки. В те годы Азербайджан был в большей степени аграрной страной, направленной главным образом на животноводство. За этот промежуток крупный рогатый скот достиг 1 миллиона голов, лошадей — 150 тысяч голов, буйволов — 300 тысяч голов, верблюдов — 12 тысяч голов, баранов и коз 1,5 миллиона голов. В торгово-экономических отношениях республики часто прибегали к бартерному обмену: в обмен на импортные товары предоставлялась нефть.
Азербайджан платил главным образом нефтью, хлопком, шерстью, шелком и кожей за военные средства, телефонные аппараты, автомобили, паровозы, танки, закрытые вагоны, продовольственные продукты Америки, Франции, Италии и других стран.
Экспорт нефти в Россию значительно сократился после революции. Из-за закрытия северного рынка в 1919 году из 3,6 млн тонн нефти было экспортировано только 600 тыс. тонн нефти. Экспорт нефти в Европу стал возможен только после восстановления нефтепровода Баку — Батуми в 1919 году и строительства железной дороги Баку-Джульфа.
В 1918—1919 годах АДР произвела некоторые изменения в административно-территориальной и финансовой структуре страны.

## Период Азербайджанской ССР
В 1920—1939 годы формирование экономической структуры страны постепенно продолжалось. Основными отраслями экономики были нефтяная, газовая, химическая, легкая промышленность, пищевая промышленность, машиностроение и металлообработка.
Развивалось хлопководство. На 1938 год Азербайджанская ССР являлась второй в СССР по производству хлопка. Функционировал нефтеперегонный завод им. Андреева, завод им. Будённого.
В первые годы Второй Мировой войны все отрасли экономики отвечали потребностям мирного периода. В 1948 году производство товаров было больше чем в предвоенные годы. В 1950 году производство промышленных товаров увеличилось на 39 % по сравнению с 1940 годом. Начиная с 1950-х годов усилилось развитие промышленности, улучшились региональные и отраслевые структуры. Объём производства товаров увеличился в 5,5 раза по сравнению с 1940 годом. В период с 1941 по 1970-е годы были построены и введены в эксплуатацию 146 крупных промышленных предприятий. Крупные заводы, такие как Завод по производству труб, Гянджинский алюминиевый завод, Дашкесанский завод по очистке руды, Мингечаурская гидроэлектростанция и т. д., были построены и введены в эксплуатацию. Тем самым был заложен фундамент для развития таких отраслей, как тяжелая промышленность, энергетика, химия, нефтехимия, нефтепереработка, чёрная и цветная металлургия, приборостроение и электротехника.
За эти годы была проделана большая работа в направлении выгодного размещения промышленных секторов и объектов в стране, развития регионов с низким уровнем жизни, повышения уровня использования трудовых ресурсов в малых и средних городах.

### Бюджет
На 1962 год государственный бюджет Азербайджанской ССР составил: доходы — 711 110 000 рублей, расходы — 710 290 000 рублей.

## Современный период

### С 1991
После обретения страной независимости в 1991 году Азербайджан приступил к самостоятельной политике в сфере экономики. Первый период экономического развития (с 1991 по 1995 год) можно охарактеризовать как период экономического спада. После распада Советского Союза экономика Азербайджана серьезно пострадала. Многие факторы привели к сокращению ВВП. Карабахский конфликт усугубил экономический спад.
15 августа 1992 года был введён в обращение азербайджанский манат.
Одной из основных целей экономической политики страны был переход к рыночной экономике путем принятия соответствующих реформ.
Эксплуатация углеводородных ресурсов сыграла решающую роль в восстановлении экономики Азербайджана. В 1994 году был подписан контракт века между Азербайджаном и 13 крупными нефтяными компаниями из 8 стран мира. В том же году было подписано межгосударственное соглашение о строительстве нефтепровода Баку — Тбилиси — Джейхан.
Были подписаны соглашения с иностранными компаниями по привлечению иностранных инвестиций.
В 1996 году в Баку был подписан контракт между BP, Statoil, LUKAgip, Elf Aquitaine (Франция) (ныне Totalenergies), OIEC (Иран) (ныне NICO), TPAO и SOCAR по перспективной структуре газоконденсатного месторождения Шах-Дениз.
После 1996 года начался период динамичного экономического развития.
В 1999 году запущен нефтепровод Баку — Супса. Нефтепровод был построен в рамках контракта на разработку месторождений «Азери — Чираг — Гюнешли».
Нефтегазовый сектор оказал влияние на развитие других отраслей экономики. Были предприняты новые реформы и меры по достижению макроэкономической и финансовой стабильности. За эти годы Азербайджан присоединился к различным международным организациям (МВФ, Всемирный Банк, ЕБРР, Исламский Банк Развития, Азиатский Банк Развития). Уровень бедности снизился с 68 % (1995 год) до 29 % (2005 год) благодаря экономическому росту.

### 2000-е
В 2006 году была проведена деноминация маната.
В 2005—2010 годах среднегодовые темпы роста нефтяного ВВП более, чем в 3,5 раза превышали прирост ненефтяного ВВП. Доля нефтяного сектора в ВВП страны за этот период выросла с 39 до 60 %. Банковские кредиты и стимулирующие меры правительства способствовали росту строительной отрасли и сферы услуг.
С 2004 по 2013 год были реализованы три пятилетние программы, связанные с социально-экономическим развитием Азербайджана. Были реализованы государственная программа социально-экономического развития на 2014—2018 годы, Государственная программа по сокращению бедности и устойчивому развитию на 2008—2015 годы, Государственная программа надежного снабжения продовольствием населения Азербайджана на 2008—2015 годы.
С 2004 по 2018 год был осуществлен ряд программ социально-экономического развития регионов.

### 2010-е — 2020-е
В 2013 году введён в эксплуатацию Бакинский судостроительный завод.
С целью развития производства создаются промышленные парки на территории особых экономическая зон. При ведении бизнеса на данной территории применяются льготы для производителей. Созданы Агдамский промышленный парк, Алятская экономическая зона, Сумгаитский химический промышленный парк, Балаханский, Мингечевирский, Гарадагский Пираллахинский промышленные парки. 4 октября 2021 года создана экономическая зона долины Араз. На июль 2023 года статус резидента промышленных зон получил 131 субъект предпринимательства. Из них 68 организаций приступили к выпуску продукции.
Развиваются старт-ап проекты.
13 февраля 2023 года начато строительство Мингечевирской тепловой электростанции мощностью 1280 мегаватт.
До 2015 года средневзвешенный курс маната по отношению к доллару держался на уровне 0,7 манат за 1 доллар. С 2015 года началась инфляция. В январе 2016 года произошёл резкий скачок инфляции. Курс вырос с 1,05 маната за 1 доллар до 1,6 маната за 1 доллар. Интервенциями Центрального банка курс поддерживать стало невозможно. К маю 2017 года курс пришёл к отметке 1,7 манат за 1 доллар.
С мая 2017 года применяется режим фиксированного валютного курса. Курс маната интервенциями Центрального банка поддерживается на уровне 1,7 манат за 1 доллар. В среднесрочной перспективе, в том числе в 2025 и 2026 году, нет планов по переходу на плавающий валютный курс.
15 июля 2016 года был создан Совет финансовой стабильности Азербайджана. 9 сентября 2020 года он был упразднён, и вместо него создан Экономический совет. В состав совета вошли премьер-министр, два помощника Президента Азербайджана по экономическим вопросам, два помощника Первого вице-президента Азербайджана, министр экономики, министр финансов, министр труда и социальной защиты населения, председатель Центрального банка Азербайджана, исполнительный директор Государственного нефтяного фонда Азербайджана.
15 августа 2023 года введён в эксплуатацию фармацевтический завод «Diamed».
16 апреля 2024 года началась добыча нефти с платформы «Центральный Восточный Азери».
На июль 2024 года абсолютное большинство субъектов предпринимательства в стране являются субъектами малого и среднего бизнеса.

## Статистика
На 2013 год валовой национальный доход (ВНД) Азербайджана составил 7 350 долл. США (2013 год) на душу населения, ВВП на душу населения — 7 912,5 долл. США, уровень бедности снизился до 5 %.
Азербайджан занял 35-е место в «Отчете глобальной конкурентоспособности 2017—2018» Всемирного экономического форума, а на пространстве СНГ — на первом месте. Согласно опубликованному 31 октября 2018 года рейтингу «Ведение бизнеса» на 2019 год Азербайджан занял 25 место (57 в 2018 году), получив тем самым наивысший рейтинг среди стран региона Европы и Центральной Азии после Грузии (6-е место) и Македонии (10-е место).
С 1 сентября 2019 года минимальная заработная плата составила 250 манат (147 долл. США).
Индекс потребительских цен Азербайджана в 2022 году вырос на 13,9 %. Продовольственные товары подорожали на 19,5 %, непродовольственные — подорожали на 8,6 %, услуги — подорожали на 10,4 %.
На 1 июня 2022 года число активных налогоплательщиков составило 684 699. Число активных плательщиков НДС составило 36 666, количество активных хозяйствующих объектов — 185 736.
Число активных юридических лиц на 1 января 2022 года превысило 100 000.
К 1 июля 2024 года число активных налогоплательщиков достигло 778 000.

### Финансовые показатели
На июнь 2023 года денежная масса в стране составила 14 млрд манат.
На 29 сентября 2023 года денежная база составила 17 млрд 896 млн манат.